# Canton d'Orse
Le canton d'Orse est un ancien canton français du département de la Dordogne. Il faisait partie du district d'Excideuil et avait pour chef-lieu Orse.

## Histoire
Le canton d'Orse est l'un des cantons de la Dordogne créés en 1790, en même temps que les autres cantons français. Il est d'abord rattaché au district d'Excideuil jusqu'en 1795, date de suppression des districts.
Lorsque ce canton est supprimé par la loi du 8 pluviôse an IX (28 janvier 1801)  portant sur la « réduction du nombre de justices de paix », ses communes sont transférées soit vers le canton de Hautefort (La Chapelle Saint Jean, Chourgnac, Granges, Sainte Eulalie, Temple Laguyon), soit vers le canton de Thenon (Gabillou, Orse), deux cantons rattachés à l'arrondissement de Périgueux.

## Composition
- La Chapelle-Saint-Jean[C 2],
- Chourgnac[C 3],
- Gabillou[C 4],
- Granges[C 5],
- Orse[C 1],
- Sainte Eulalie[C 6],
- Temple Laguyon[C 7].